# Bythocythere bilobata
Bythocythere bilobata är en kräftdjursart som beskrevs av Hulings 1967. Bythocythere bilobata ingår i släktet Bythocythere och familjen Bythocytheridae. Inga underarter finns listade.